# Bill Haley & His Comets
A Bill Haley & His Comets rock'n'roll együttes volt az 1950-es években. Legismertebb daluk a Rock Around the Clock. A zenekart a népszerű zenész, Bill Haley alapította. Rajta kívül még a következő tagok szerepeltek a zenekarban: Johnny Grande, Billy Williamson, Rudy Pompilli, Al Rex, Franny Beecher, Marshall Lytle, Ralph Jones, Nick Nastos, John Lane és Joey Welz.
1952-ben alakultak meg a pennsylvaniai Chester-ben. Már 1949-ben megalakultak, de akkor még „The Saddlemen” volt a nevük. (Ez később visszatérő elem lett a karrierjükben, hogy különböző neveken szerepeltek.) 1952-ben változtatták meg Bill Haley and His Comets-re. Ezen a néven 1981-ig, Haley haláláig tevékenykedtek.
Pályafutásuk alatt 21 nagylemezt (37-et, ha a többi nevük alatt készült albumokat is ide soroljuk), öt koncertalbumot és kilenc válogatáslemezt dobtak piacra.
Bill Haley halála ellenére egészen a mai napig működnek, Comets/Bill Haley's Comets neveken. Manapság már csak koncertezik a zenekar.
Az együttes nagy hatásúnak számít a rock and roll műfajában. Több híres daluk is volt, de a leghíresebb kétségtelenül a Rock Around the Clock.

## A zenekar nevei
- 1947-1949: The Four Aces of Western Swing (variációja: Bill Haley and the Four Aces of Western Swing)
- 1949–1952: The Saddlemen (variációja: Bill Haley and the Saddlemen)
- 1952–1981: Bill Haley and his Comets
- 1981–napjainkig: Comets, Bill Haley's Comets